# Holsen (Bünde)
Holsen ist ein über 3500 Einwohner zählender Stadtteil der im Nordosten Nordrhein-Westfalens gelegenen Stadt Bünde.

## Geschichte
Holsen war bis zur Franzosenzeit eine Bauerschaft in der Vogtei Bünde im Amt Limberg der Grafschaft Ravensberg. Von 1807 bis 1813 gehörte der Ort zum Kanton Bünde, der von 1807 bis 1810 zum Königreich Westphalen und von 1811 bis 1813 zum Kaiserreich Frankreich gehörte. 1815 kam Holsen zur preußischen Provinz Westfalen und darin 1816 zum Kreis Bünde, der 1832 im Kreis Herford aufging. Im Kreis Herford gehörte die Gemeinde Holsen zunächst zum Amt Bünde und seit 1902 zum Amt Ennigloh.
Holsen wurde am 1. Juli 1969 durch das Herford-Gesetz in die Stadt Bünde eingegliedert.

## Wappen
Der Schild ist in Blau und Silber geteilt, oben wachsend ein goldener Greif mit roter Zunge, unten drei rote Rosen mit goldenen Butzen und grünen Kelchblättern an grünen, beblätterten Stängeln.
Dieses Wappen wurde geschaffen in Anlehnung an zwei Familienwappen, deren Herren früher hier als Amtmänner und Rentmeister des Amtes Limberg ansässig und tätig waren: Der Greif stammt aus dem der Familie von Consbruch, die heute noch in Hiddenhausen ihren Sitz hat. In Holsen waren die Herren Consbruch vordem wohnhaft und tätig als Rentmeister des Amtes Limberg und dadurch auch vorübergehend im Besitz des Gutes Holserdiek (seit 1658).

## Verkehr
Holsen ist über die Anschlussstellen 26 (Bruchmühlen) und 27 (Bünde) der A 30 (E 30) an das Fernstraßennetz angebunden.
Außerdem führen die Landesstraße 775 (Rödinghauser Straße) und die Landesstraße 783 (Ahler Straße) durch den Ort.

## Bildung
- Grundschule Holsen/Ahle

## Kirchen
- Evangelisch-Lutherische Kirchengemeinde Holsen-Ahle
- Katholische Kirche St. Michael

Von 1912 bis 1951 wurden die evangelisch-lutherischen Gottesdienste in einer Notkirche in Holzständerbauweise abgehalten, die sich auf der Grenze zu Ahle befand. Das Kirchengebäude wurde 1952 nach Glandorf im Landkreis Osnabrück (Niedersachsen) verkauft, dort wieder aufgestellt und trägt seither den Namen Kripplein Christi.